# Hasegawa Settan
Hasegawa Settan (japanisch 長谷川 雪旦; geboren 1778 in Edo; gestorben 26. Februar 1843) war ein japanischer Maler der Bakumatsu-Zeit.

## Leben und Werk
Hasegawa Settan hieß eigentlich Gotō Shigemon. Da er sich aber in der Nachfolge des Großmeisters der Muromachi-Zeit Hasegawa Tōhaku sah, nahm der den Namen „Hasegawa“ an. Er lebte in Edo im Stadtteil Shitaya (下谷) an der Brücke Sammaibashi (三枚橋) und arbeitete als Bildhauer, bevor er Maler wurde. Er entwickelte einen Stil, der an die chinesisch-orientierten Werke des Malers Sesshū erinnern. Im Alter wurde er mit dem Prädikat „Hōgan“ ausgezeichnet.
Hasegawa hinterließ viele Illustrationen in gedruckten Büchern, die sich durch genaue Linienführung und ausgewogene Komposition auszeichnen. Beispielhafte Werke sind die 100 berühmte Ansichten von Edo aus den Jahren von 1834 bis 1835 und „Tōto Saijiki“ (東都歳時記) – etwa „Feste in der Östlichen Hauptstadt“, also in Edo, aus dem Jahr 1838.
Hasegawa Settan ist in der Sammlung des deutschen, in Japan tätigen Arztes Erwin Bälz (1849–1913) vertreten.

## Bilder

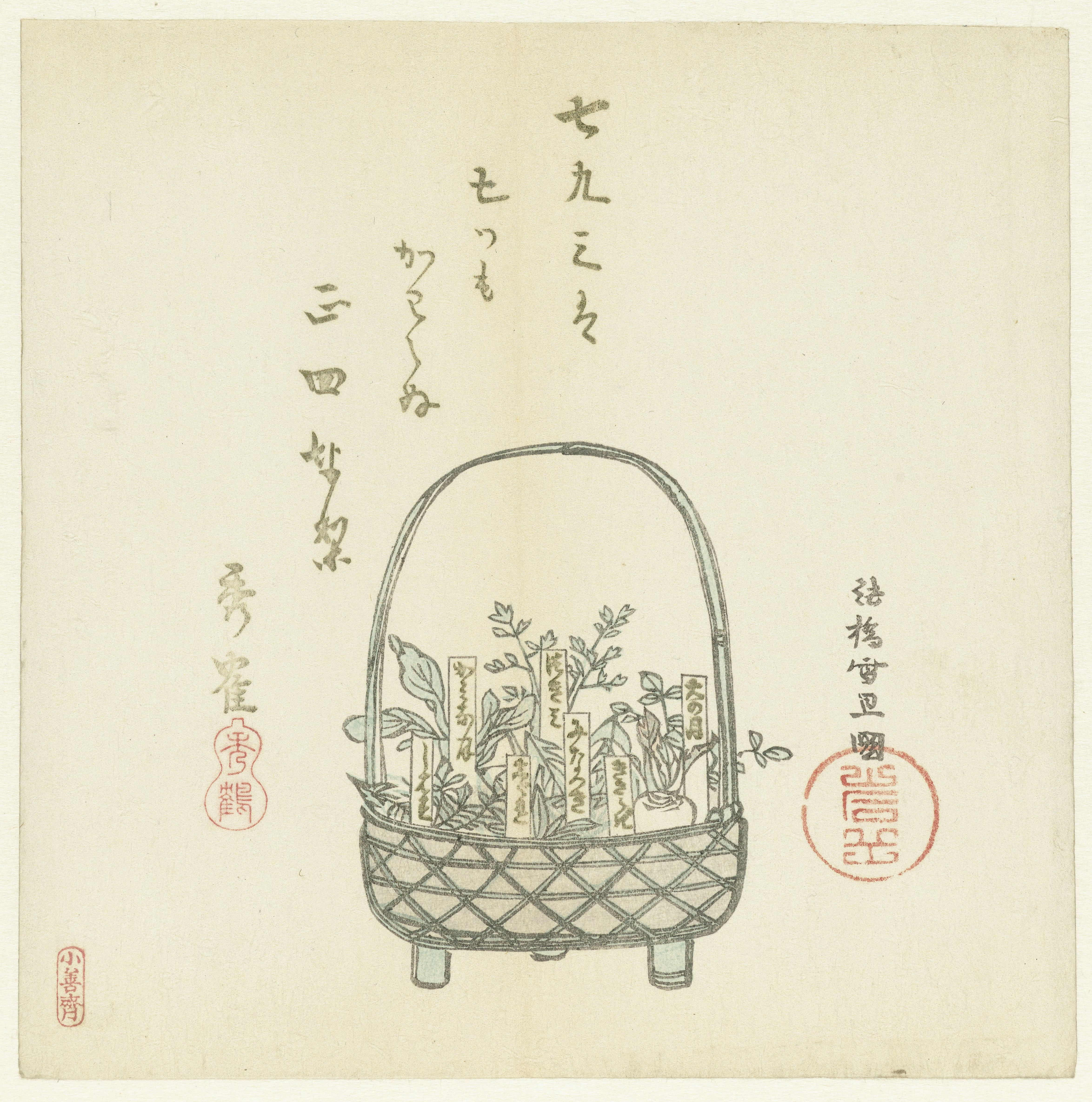
Neujahrsgruß[A 2]
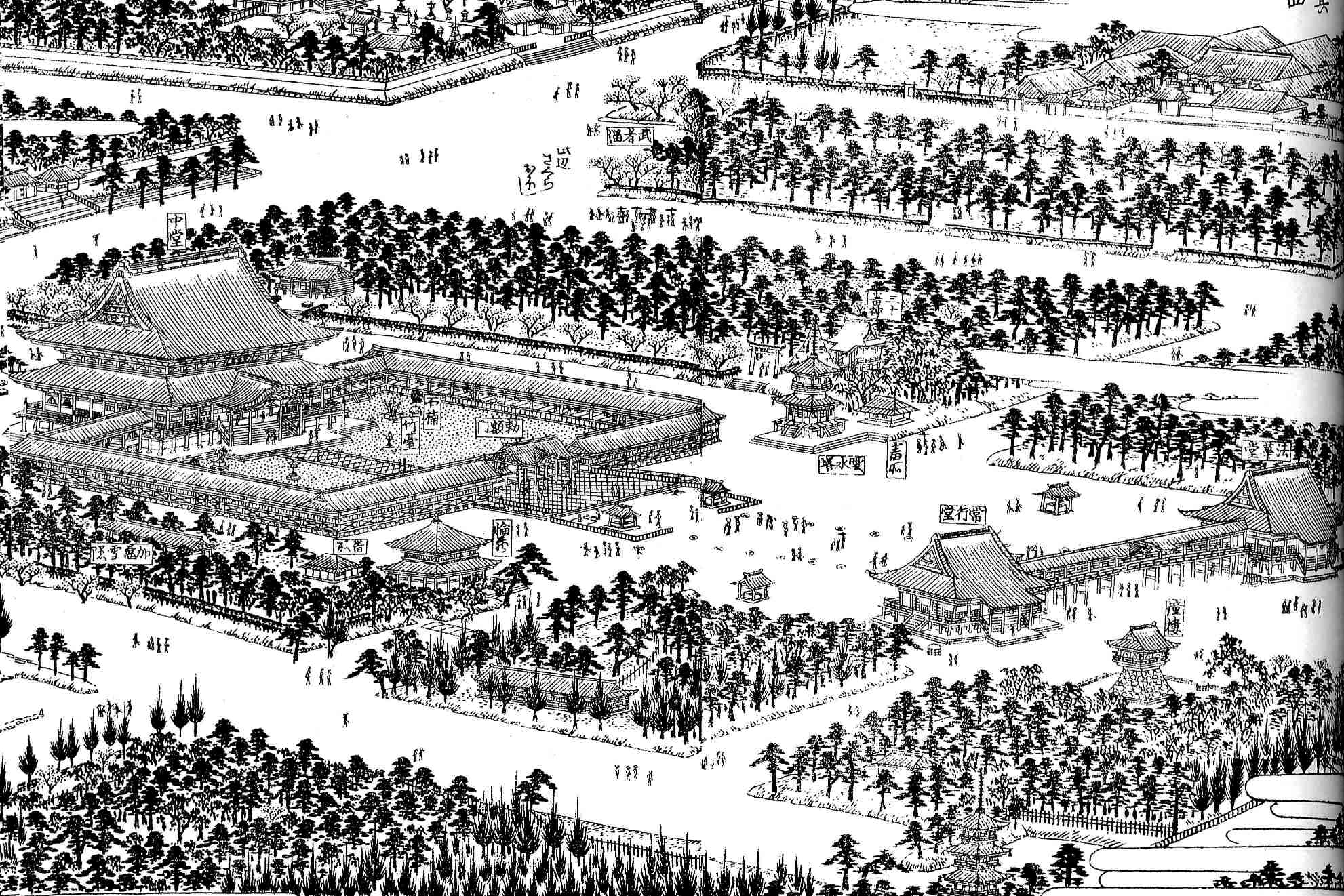
Kan’ei-ji
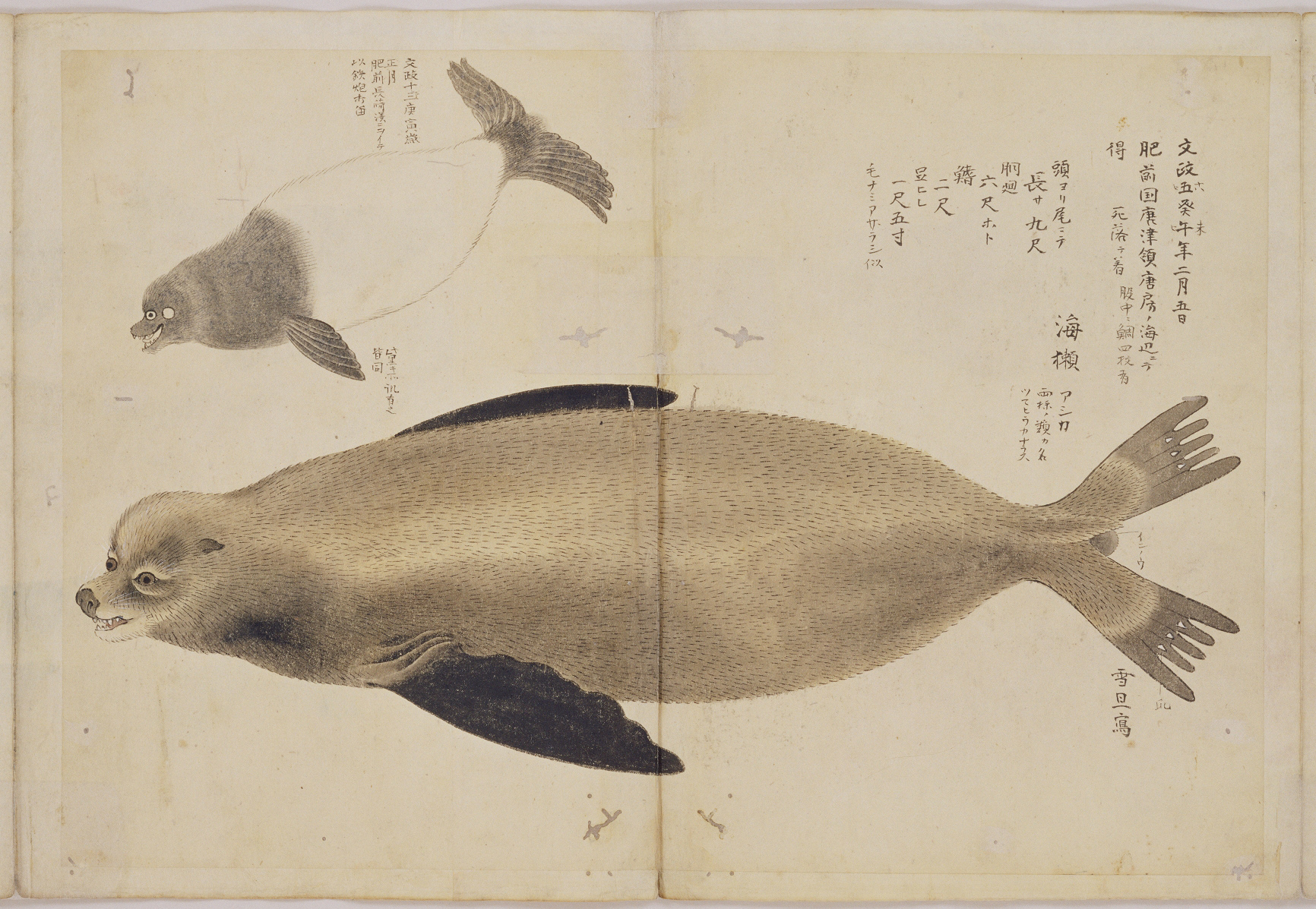
Seehund
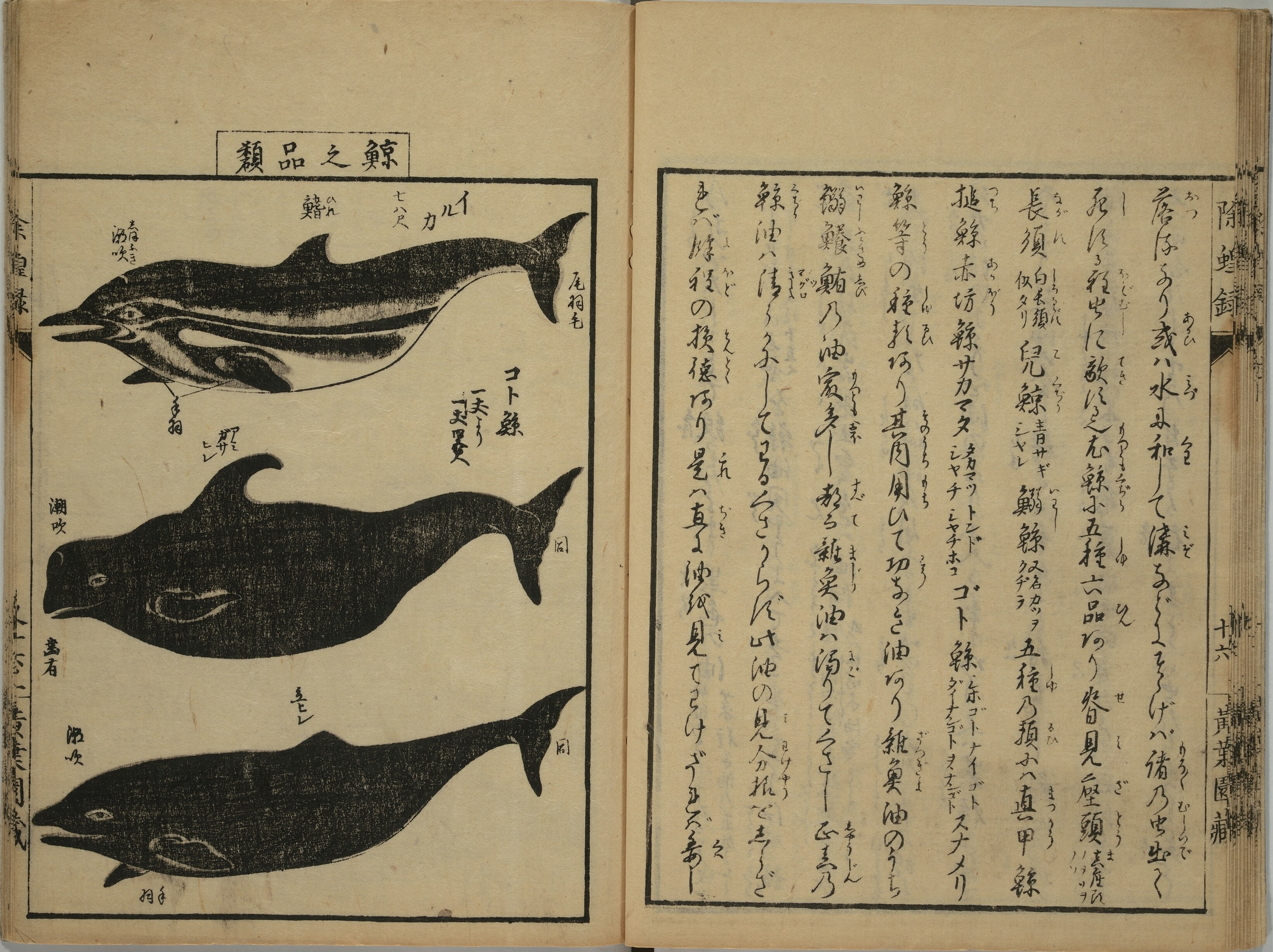
Walfische
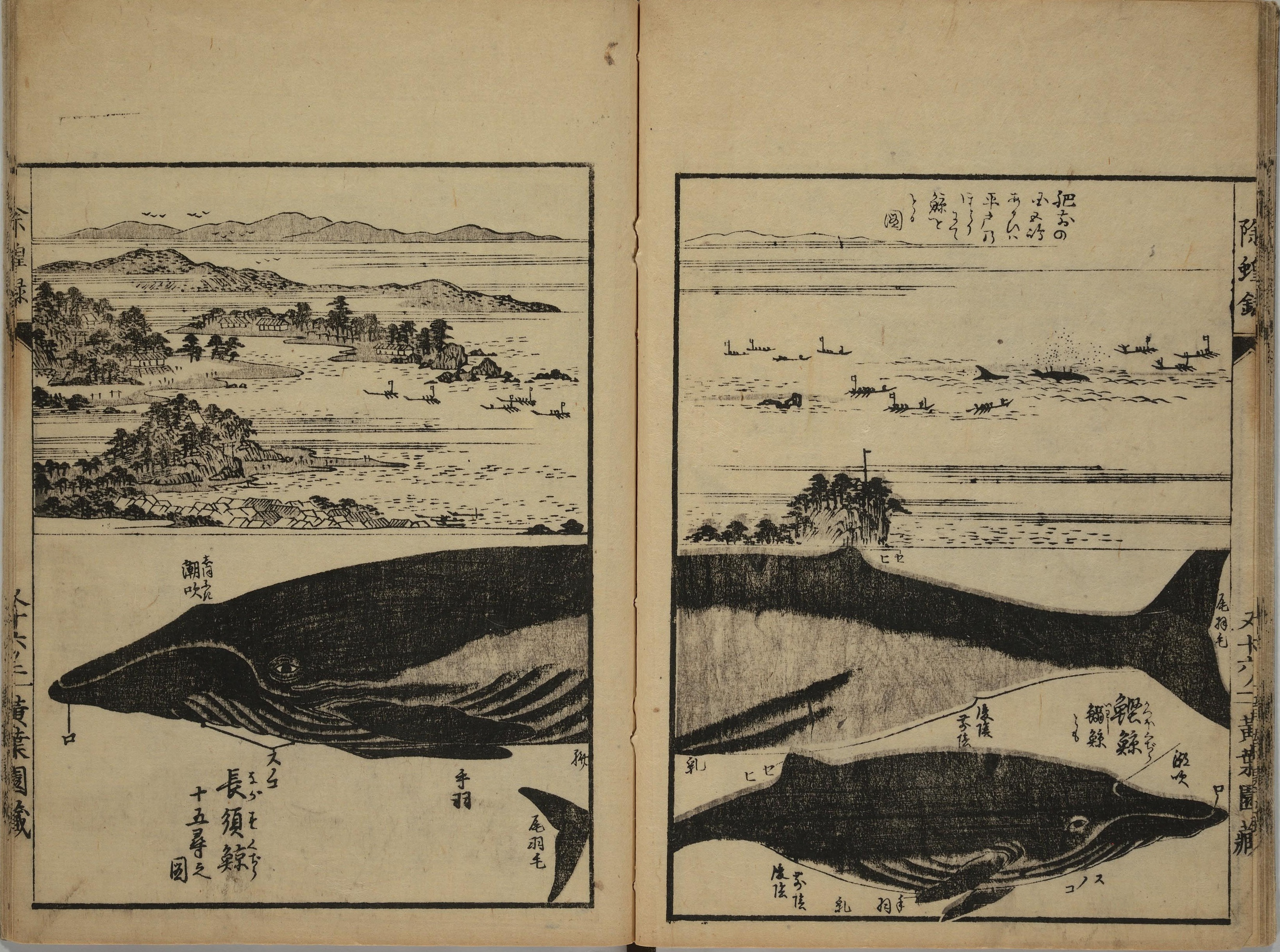
Walfische
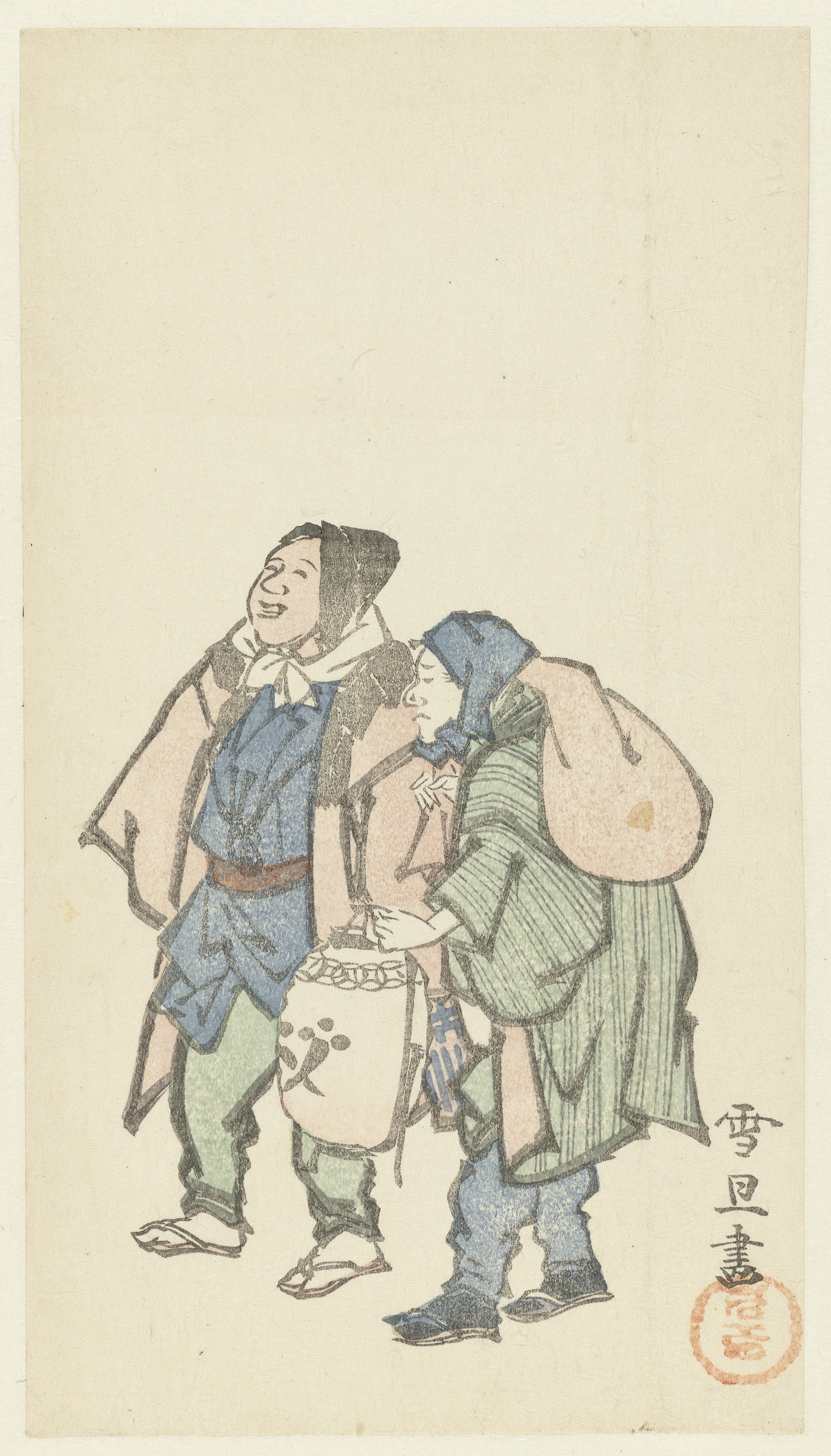
Zwei Wanderer[A 3]